# Valentino (vescovo)
Valentino (VII secolo – 682) è stato un vescovo italiano, vescovo della diocesi di Acqui intorno al 670 fino alla data della sua morte tradizionalmente fissata da Gregorio Pedroca nell'anno 682.

## Biografia
Valentino in veste di vescovo di Acqui partecipò presumibilmente al sinodo provinciale indetto a Milano  dal metropolita Mansueto Savelli nel 679 e in seguito al concilio di Roma convocato nel 680 da Papa Agatone per discutere della questione dei monoteliti firmandosi come quinto dei vescovi lombardi presenti.
Alla morte di Valentino seguita una assenza di circa due secoli nella cronotassi dei vescovi della diocesi dovuta probabilmente al convulso periodo storico causato da instabilità politica, pestilenze e contrasti tra cattolici e ariani.